# Casearia andamanica
Casearia andamanica King – gatunek rośliny z rodziny wierzbowatych (Salicaceae Mirb.). Występuje endemicznie na indyjskich wyspach Andamanach i Nikobarach. 

## Morfologia
PokrójZrzucające liście drzewo lub krzew dorastające do 8–15 m wysokości.
LiścieBlaszka liściowa ma kształt od podługowato eliptycznego do lancetowatego. Mierzy 15–32 cm długości oraz 6–10 cm szerokości, jest niemal całobrzega, ma nasadę od rozwartej do klinowej i wierzchołek od ostrego do spiczastego. Ogonek liściowy jest nagi i dorasta do 10–25 mm długości.
KwiatySą zebrane w pęczki, rozwijają się w kątach pędów. Mają 5 działek kielicha o eliptycznym kształcie i dorastających do 4 mm długości. Kwiaty mają 10 pręcików.
OwoceMają kształt od jajowatego do elipsoidalnego i osiągają 1,5–2 cm średnicy.

## Biologia i ekologia
Rośnie w wiecznie zielonych lasach.